# Kuku (Rapla)
Pour les articles homonymes, voir Kuku.
Kuku est un village situé dans le nord-ouest de l'Estonie dans le comté de Rapla et dans la commune de Rapla.
Sa population était de 106 habitants en 2019.

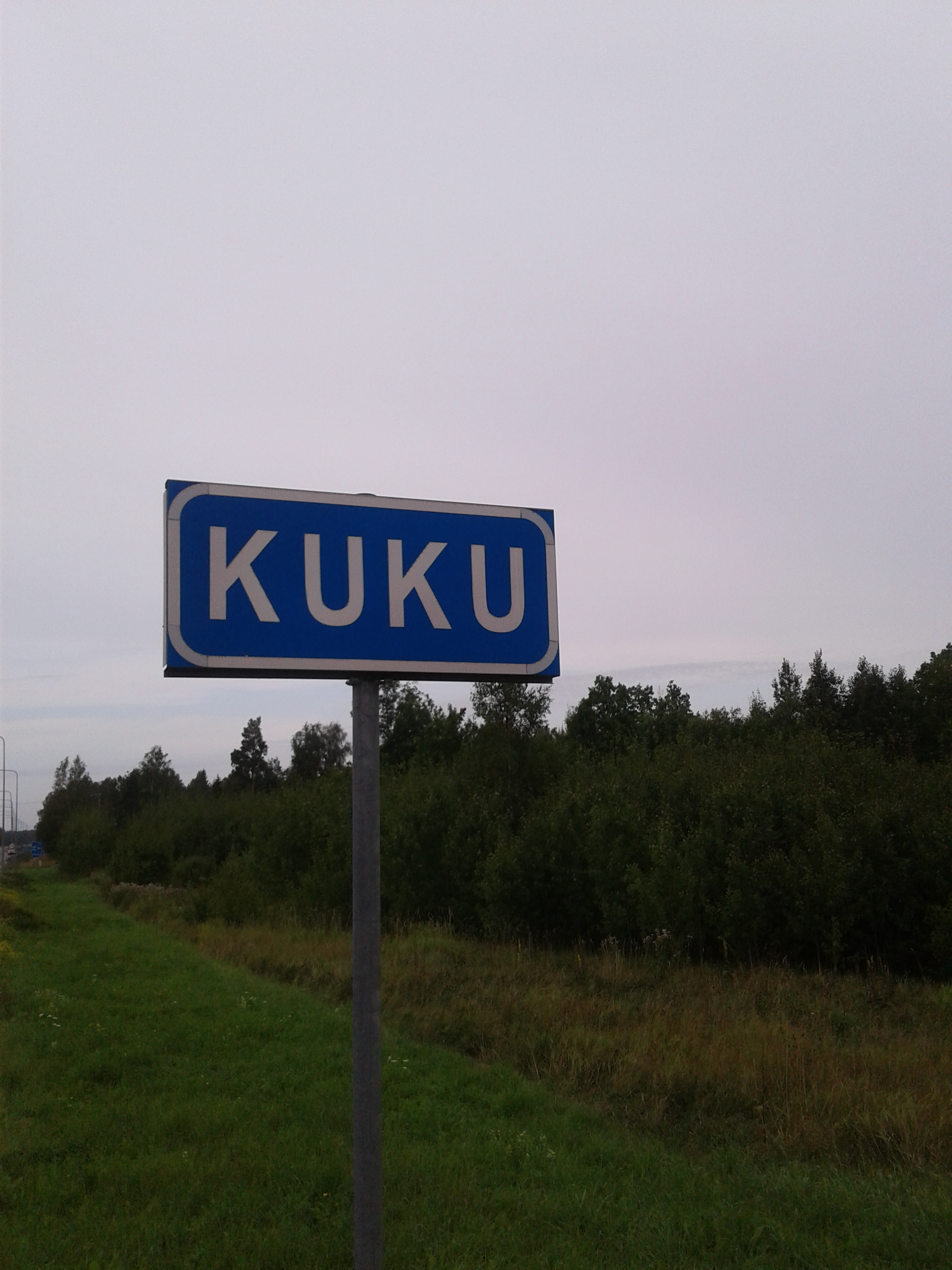
Panneau d'entrée de Kuku (Rapla).